# آنتوان کومبوار
آنتوان کومبوار (فرانسوی: Antoine Kombouaré‎؛ زادهٔ ۱۶ نوامبر ۱۹۶۳) بازیکن سابق و مربی فوتبال اهل کالدونیای جدید است.
از باشگاه‌هایی که در آن بازی کرده‌است می‌توان به باشگاه فوتبال آبردین، باشگاه فوتبال پاری سن ژرمن، باشگاه فوتبال نانت، و باشگاه فوتبال سیون اشاره کرد.

## افتخارات

### بازیکن
پاری سن ژرمن
- لیگ ۱:
  - قهرمان (۱): ۱۹۹۴
  - نایب قهرمان (۱): [۱۹۹۳
- جام حذفی فوتبال فرانسه:
  - قهرمان (۲): ۱۹۹۳، ۱۹۹۵

سیون
- جام حذفی فوتبال سوئیس:
  - قهرمان (۱): ۱۹۹۶

### مربی
والنسین
- لیگ ۲:
  - قهرمان (۱): ۲۰۰۶

پاری سن ژرمن
- جام حذفی فوتبال فرانسه:
  - قهرمان (۱): ۲۰۰۹
  - نایب قهرمان (۱): ۲۰۱۰

لانس
- لیگ ۲:
  - نایب قهرمان (۱): ۲۰۱۴